# 紀元前785年
紀元前785年（きげんぜん785ねん）は、西暦による年。

## 他の紀年法
- 干支 : 丙辰
- 中国
  - 周 - 宣王43年
  - 魯 - 孝公22年
  - 斉 - 荘公贖10年
  - 晋 - 穆侯27年
  - 秦 - 荘公37年
  - 楚 - 若敖6年
  - 宋 - 戴公15年
  - 衛 - 武公28年
  - 陳 - 武公11年
  - 蔡 - 釐侯25年
  - 曹 - 恵伯11年
  - 鄭 - 桓公22年
  - 燕 - 頃侯6年
- 朝鮮
  - 檀紀1549年
- ユダヤ暦 : 2976年 - 2977年

## 死去
- 晋の穆侯